# Consalvo Sanesi
Pour les articles homonymes, voir Sanesi.
Consalvo Sanesi (né le 28 mars 1911 à Terranuova Bracciolini, dans la province d'Arezzo, en Toscane et mort le 28 juillet 1998 à Milan) est un pilote automobile italien. 

## Biographie
En 1939, il gagna avec Ercole Boratto, chauffeur personnel de Benito Mussolini, la IIe course Littoranea Libica en Libye (trajet Tobrouk-Tripoli), sur une Alfa Romeo 6C 2300SS du Duche après quelque 1 500 kilomètres de compétition.
Consalvo Sanesi était surtout connu en tant que pilote d'essais après la Seconde Guerre mondiale mais il a aussi participé à cinq Grands Prix de Formule 1 en 1950 et 1951 en championnat, après avoir été deuxième du Grand Prix automobile de France 1948 avec l'Alfa Romeo 158 derrière Jean-Pierre Wimille sur le même modèle, et troisième du Grand Prix d'Italie 1947 à Milan derrière Trossi et Varzi. Ses autres podiums en GP furent une troisième place à Milan en 1946, une deuxième à Bari en 1947, et une troisième à Monza en 1948. Même si, à son époque, son expérience avec les voitures signifiait qu'il était souvent l'un des pilotes plus rapides, cela ne lui a pas permis de signer de bons résultats en Championnat du monde. 
Si Sanesi n'a pas marqué de point en 1950, il en inscrit trois en 1951. Ne trouvant pas de volant pour la saison 1952 après le retrait d'Alfa Romeo, il quitte la Formule 1. Mais il connut un certain succès dans les voitures de sport jusque dans le milieu des années 1960. 
Il remporte la Coppa Inter-Europa en 1950 -alors les 2 Heures de Monza- sur Alfa Romeo 6C 2500 Sperimentale, puis il finit deuxième de l'épreuve en 1953 sur Alfa Romeo 1900 en catégorie S 2.0. Il est encore deuxième en 1961 de la catégorie GT 1.3 avec la Sprint Zagato, et la même année aussi deuxième du Grand Prix GT de Monza.
Lors des Mille Miglia 1953, il signe la meilleure pointe de vitesse avec 180,25 km/h, battant de grands noms tels que Nino Farina ou Juan Manuel Fangio, mais à cette occasion, sa voiture rend l'âme et Sanesi doit abandonner à la fin de la course. Un an plus tard, il gagne la Carrera Panamericana dans sa catégorie. 
Il quitte la compétition automobile après un accident qui a failli lui coûter la vie lors des 12 Heures de Sebring en 1964. Pour cet événement, il courait avec Roberto Bussinello. 
Il meurtdécède le 28 juillet 1998 à Milan. Il avait 87 ans.

## Résultats en championnat du monde de Formule 1
| Saison | Écurie        | Châssis        | Moteur                | Pneus   | GP disputés | Points inscrits | Classement |
| ------ | ------------- | -------------- | --------------------- | ------- | ----------- | --------------- | ---------- |
| 1950   | SA Alfa Romeo | Alfa Romeo 158 | Alfa Romeo 8 en ligne | Pirelli | 1           | 0               | n.c.       |
| 1951   | SA Alfa Romeo | Alfa Romeo 159 | Alfa Romeo 8 en ligne | Pirelli | 4           | 3               | 12e        |

## Résultats aux 24 heures du Mans
| Année | Châssis               | Écurie         | Coéquipier   | Résultat |
| ----- | --------------------- | -------------- | ------------ | -------- |
| 1953  | Alfa Romeo 6C 3000 CM | SpA Alfa Romeo | Piero Carini | Abandon  |